# Amauropelta pachyrhachis
Amauropelta pachyrhachis là một loài dương xỉ thuộc họ Thelypteridaceae.